# Union sportive athlétique de Limoges
Ne doit pas être confondu avec la section féminine de l'Union sportive athlétique de Limoges.
Pour les articles homonymes, voir USAL.
Maillots
Actualités
Dernière mise à jour : 17 novembre 2023.
L'Union sportive athlétique de Limoges est un club français de rugby à XV basé à Limoges.
Le club évolue en Nationale 2 pour la saison 2023-2024.

## Histoire

### Les débuts du club
Le club est fondé en 1902 sous le nom d'Association sportive de Limoges, environ vers le mois d'octobre 1902 d'après l'édition du 9 octobre 1902 du périodique L'Auto-Vélo. En 1907, il est renommé Section athlétique de l'Union vélocipède de Limoges. Plus tard, il est connu simplement sous le nom de Section athlétique de Limoges.
Alors que les activités sont suspendus pendant la Première Guerre mondiale, elles reprennent en octobre 1919. Peu après, la SAL fusionne avec le Limoges Étudiant Club ; la nouvelle structure est alors connu en tant que Société athlétique universitaire de Limoges.

### Montée en première division
Limoges atteint la première division en 1925.
Les débuts sont difficiles pour le club qui termine dernier de sa poule en 1925 et 1926 mais il est maintenu les deux fois après un match de barrage.
Il termine ensuite quatrième sur cinq les deux années suivantes.
En 1929 et en 1930, il se qualifie pour la deuxième phase réservée aux 24 meilleurs clubs français.
En 1931, Limoges fait partie des douze puis des quatorze clubs dissidents qui quittent la Fédération française de rugby à XV (FFR) pour créer leur propre organisation, l’Union française de rugby amateur (UFRA), en raison des maux dont souffre le rugby français à cette époque, maux taxés de « championnite ».
Il retourne dans le giron fédéral avec les autres en 1932 puis reste en première division jusqu'en 1934 , année où il est relégué en honneur.

### L'âge d'or du rugby à Limoges

#### Remontée en première division et qualifications en phases finales
Premier d'une poule de brassage devant Dijon, Oyonnax et Saint-Denis Limoges retrouve la première division en 1947 mais ne se qualifie pas pour la seconde phase réservé aux 32 meilleures formations.
Il doit donc disputer une poule de barrage la saison suivante.
Devançant Oyonnax, Roanne et Chalon, il conserve sa place parmi les 40 clubs de l'élite mais perd alors tout ses matchs de championnat.
En 1949, Limoges termine deuxième de sa poule de Championnat derrière le CS Vienne et se qualifie pour les huitièmes de finale. Il est alors lourdement battu par le Castres olympique 21-6.
En 1950, Limoges termine deuxième de sa poule de Championnat derrière le Castres olympique. Après avoir battu La Rochelle 6-3 en seizième puis Mazamet 9-3 du futur ailier international Jacques Lepatey en huitième de finale. Il retrouve les Tarnais en quart de finale. Castres remporte la rencontre 6-3.
Limoges termine sixième club français cette saison-là. C'est la meilleure performance de l'histoire de Limoges.
En 1951, Limoges termine deuxième de sa poule de Championnat derrière  Agen avant d'être éliminé lors de la seconde phase par Montferrand qui remporte 13-0 le match décisif en Auvergne.
Limoges manque la qualification lors des quatre éditions suivantes, puis descend en deuxième division en 1956.

### Aller-retour entre la première et la deuxième division
Le club retrouve ensuite l'élite entre 1960 et 1969 avant de redescendre en deuxième division.
Au début des années 1970, le club évolue toujours en seconde division puis sous la direction de l'ancien international Marcel Puget, qui arrive en 1974 comme entraîneur et qui reste 3 saisons au club, il retrouve le groupe B (second niveau hiérarchique du rugby français), en 1976, repêché après le refus des Gersois de Mauvezin.
Limoges monte pour une saison dans l'élite en 1980.
Dernier de sa poule avec un bilan de 4 victoires pour 14 défaites, il retrouve le groupe B la saison suivante.
Il reste ensuite entre le groupe B et la deuxième division jusqu'au début des années 1990.

#### Vice-champion de France de deuxième division 1997
Pierre Villepreux entraine le club lors de la saison 1993-1994 mais le club, descend en groupe B2 puis même en seconde division la saison suivante.
En 1997 l'USA Limoges est vice-champion de France de deuxième division contre l'US Tours et remonte en première division groupe B qui devient fédérale 1.

### Allers-retours en Pro D2
Champion de France de Fédérale 1 contre l'US Oyonnax en 2003, Limoges monte en Pro D2.
Il termine 14e la première année se maintenant de justesse puis descend la saison suivante.
Il retourne en Fédérale 1 en 2006 mais remonte sous l'impulsion de son nouvel entraîneur Marc Dal Maso malgré une défaite en finale contre l'UA Gaillac 21-18, battu par un drop de Patrice Giry dans les arrêts de jeu.
Le club passe deux nouvelles saisons en Pro D2.
Le 28 mai 2008, le club est renommé Limoges Rugby ; le club est relégué en Fédérale 1 à l'issue de cette saison 2007-2008. Alors qu'il évolue à nouveau au niveau amateur, le club retrouve plus tard[Quand ?] le nom USA Limoges.

### Retour en divisions fédérales
En 2009, 2010 et 2011, le club atteint les quarts de finale du trophée Jean-Prat. Il s'arrête au stade des huitièmes de finale en 2012, 2015 et 2016.
Alors que Limoges évolue toujours au niveau fédéral, la FFR décide, le 27 mars 2020, d'arrêter définitivement les championnats amateurs à tous niveaux. Elle met alors fin à la saison 2019-2020 de Fédérale 2, aucun titre de champion n'est décerné. La FFR décide qu'il n'y a aucune relégation mais douze montées. Limoges monte donc en Fédérale 1 pour la saison 2020-2021.

#### Accession en Nationale 2
En 2022-2023, le club est promu dans le nouveau championnat de Nationale 2 en ayant battu le Sport athlétique mauléonais en barrage d'accession.
Limoges se renforce avec l'arrivée de l'international irlandais Rodney Ah You.
En 2023-2024, Mirco Bergamasco remplace Adrien Buononato au poste de manager.
En décembre 2023, l'international français Noa Nakaitaci rejoint le club. L'USAL est officiellement relégué sportivement en Fédérale 1 à l'issue de la saison 2023-2024. L'USA Limoges a été placée dans la poule 1 de Fédérale 1 avec le Sporting Club Tulle Corrèze. 

#### Fédérale 1
Après l’élimination contre Union sportive Tyrosse rugby Côte sud en huitièmes de finale aller puis retour. 
Pour la saison 2025-2026, des changements ont lieu au niveau entraineur l’ancien demi d’ouverture Stéphane Guénin, a mis un terme à sa carrière de joueur pour revenir à Limoges encadrer de Simon Dupuy.

## Identité visuelle

### Couleurs et maillots
Dès 1906, le club de l'Association sportive de Limoges adopte un maillot blanc à parements rouges. Plus tard[Quand ?], le rouge et le bleu deviennent les couleurs du club limougeaud.

### Logo

Évolution du logo
Ancien logo.
Ancien logo.
Ancien logo.
Ancien logo.
Ancien logo instauré en 2008.
Logo actuel.

## Palmarès

### Détail du palmarès
- Championnat de France de Fédérale 1 :
  - Champion (1) : 2003
  - Vice-champion (1) : 2006[13]
- Championnat de France de Nationale 2
  - Vice-champion (1) : 1997[14]

### Finales disputées
| Compétition                  | Date de la finale | Vainqueur   | Score   | Finaliste        | Lieu de la finale                  | Spectateurs |
| ---------------------------- | ----------------- | ----------- | ------- | ---------------- | ---------------------------------- | ----------- |
| 2e division                  | 08/06/1997        | US Tours    | 26 - 20 | USA Limoges      | Stade Paul-Rebeilleau              | -           |
| National B                   | 31/05/1998        | USA Limoges | 19 - 3  | RC Chateaurenard | Stade Camille-Guibert, Decazeville | -           |
| National B                   | 23/05/1999        | USA Limoges | 20 - 10 | Lyon OU          | Stade Emile-Pons, Riom             | -           |
| Fédérale 1                   | 15/06/2003        | USA Limoges | 19 - 18 | US Oyonnax       | Stade Jean-Etcheberry, Vienne      | -           |
| Fédérale 1 trophée Jean Prat | 18/06/2006        | UA Gaillac  | 21 - 18 | USA Limoges      | Stade Antoine-Béguère, Lourdes     | 5000        |

| Compétition    | Date de la finale | Vainqueur    | Score   | Finaliste   | Lieu de la finale         | Spectateurs |
| -------------- | ----------------- | ------------ | ------- | ----------- | ------------------------- | ----------- |
| UFOLEP Minimes | 15/06/2003        | US Colomiers | 42 - 14 | USA Limoges | Stade Jean-Jacques-Delmas | -           |

## Personnalités du club

### Joueurs emblématiques
- Aurélien Béco
- Boris Béthéry
- Sébastien Bonetti
- Sébastien Bonnet
- Boris Bouhraoua
- Lionel Camisuli
- Sébastien Carrat
- Thomas Choveau
- François Duboisset
- Peter Durcan
- Pierre Lavergne
- André Verger
- Arnaud Boudie
- Jacques Naude
- Sébastien Ormaechea
- Romuald Paillat
- Sébastien Paillat
- Marcel Puget
- Erdinci Septar
- Ionut Tofan
- Matthieu Pélissier
- Jean-Jacques Taofifénua
- Loïc Van der Linden
- Crisjan Van der Westhuizen
- Jérôme Filitoga-Taofifénua

### Entraîneurs
(août 2024).
Si vous disposez d'ouvrages ou d'articles de référence ou si vous connaissez des sites web de qualité traitant du thème abordé ici, merci de compléter l'article en donnant les références utiles à sa vérifiabilité et en les liant à la section « Notes et références ».
- 1970-1974 :  Gérard Mauduy
- 1974-1977 :  Marcel Puget
- 1977-1983 :  Michel Morlaas
- 1991-1992 :  Pierre Seille -  Patrick Auriat
- 1992-1993 :  Pierre Seille -  Gheorghe Dumitru
- 1993-1994 :  Didier Palisson -  Gheorghe Dumitru
- 1994-1995 :  Didier Palisson -  Robert Thomas

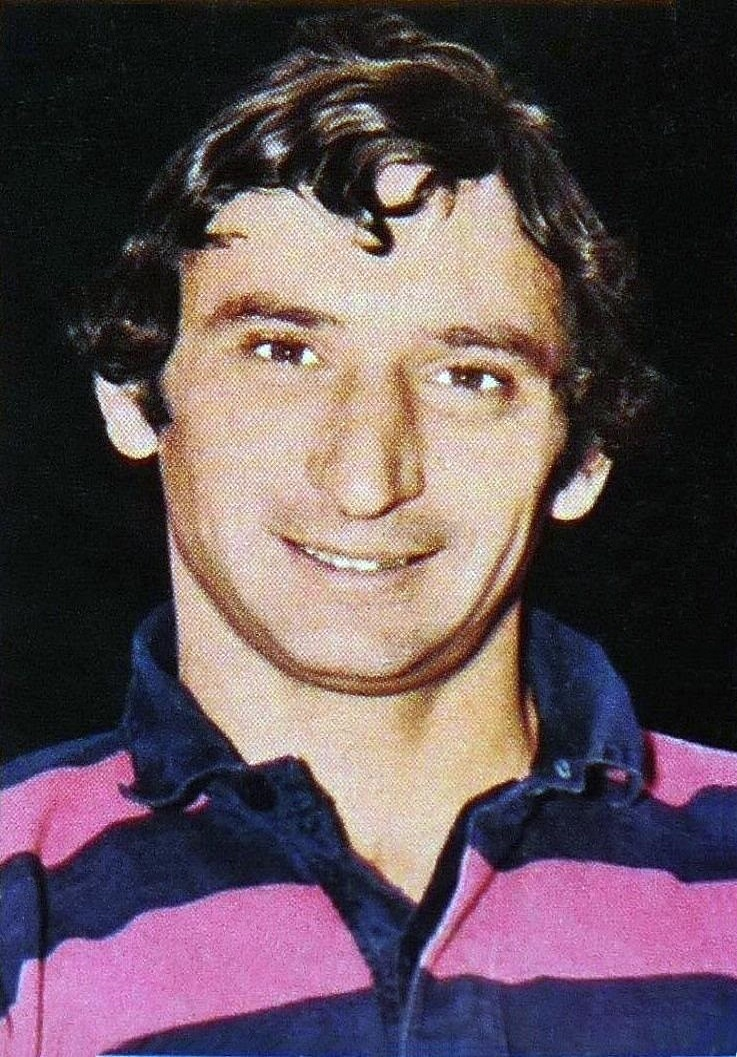
L'international et entraîneur de l'équipe de France Pierre Villepreux

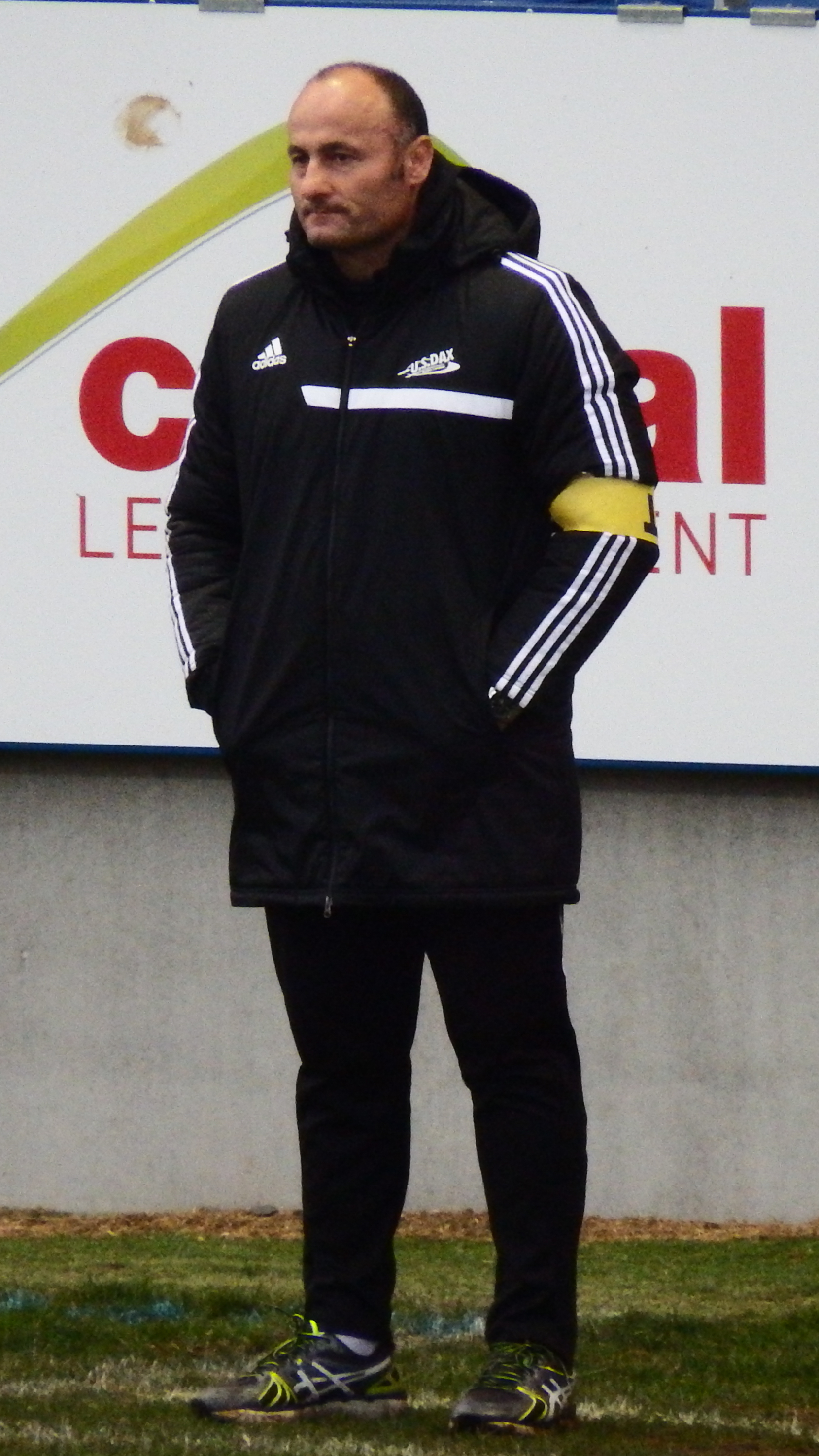
L'international français Marc Dal Maso

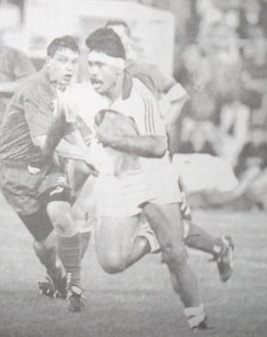
L'ancien capitaine du FC Grenoble Willy Taofifénua

- 1995-1999 :  Pierre Villepreux (directeur sportif) -  Jean Michel Daures (entraîneur) -  Didier Palisson (adjoint) -  Jean Philippe Chabaudie (adjoint)
- 1999-2000 :  Didier Palisson -  Jean Philippe Chabaudie
- 2000-2004 :  Loïc Van der Linden -  Pascal Lebreau
- 2004-2005 :  Bruno Martini
- 2005-2006 :  Marc Dal Maso -  Raphaël Steyer
- 2006-2007 :  Marc Dal Maso -  Raphaël Steyer -  Willy Taofifénua -  Ludovic Chambriard
- 2008-2009 :  Pascal Desson -  - Lilian Subra
- 2009-2011 :  Philippe Benetton-  Tim Clark
- 2011-2014 :  Tim Clark -  Jean-Jacques Taofifénua
- 2014-2017 :  Nicolas Escouteloup -  Sébastien Bonnet
- 2017-2018 :  Romain Carmignani-  Nicolas Vial-Paillet
- 2018-2020 :  Louis Dubois  - Thomas Masurel  - Raphael Missout  - Christophe Latapie
- 2020-2021 :  Thomas Masurel -  Cyrille Batoux
- 2021-2022 :  Adrien Buononato -  Sébastien Danovaro- Anthony Numitor
- 2022-2023 :  Adrien Buononato -  Stéphane Eymard
- 2023-2024 :  Mirco Bergamasco -  Jérôme Filitoga-Taofifénua- Stephen Blair
- 2024-2025 :  Jean Ric-Lombard-  Mirco Bergamasco-  Thibaut Redon-Sarrazy-  Franco Pani
- 2025- : Simon Dupuy - Stéphane Guenin

### Présidents
Les personnes suivantes se succèdent au poste de président :
- 1902-1903 : Louis Baillot
- 1903-1904 : Me Saulnier
- 1904-1906 : A. Charles Lavauzelle
- 1906-1914 : M. Vallet
- 1914-1917 : M. Cahen
- 1918-1949 : Dr Duverger
- 1919-1921 : M. Vallet
- 1921-1925 : M. Vincent
- 1925-1928 : M. Maureil
- 1929-1933 : M. Demerliac
- 1933-1939 : Louis Mercier
- 1939-1945 : Camille Faure
- 1945-1956 : M. Sauteraud
- 1956-1957 : M. Fagois
- 1957-1958 : Dr Chadourne
- 1958-1961 : M. Sauteraud
- 1961-1968 : M. Bariant
- 1968-1970 : M. Defretin
- 1970-1973 : Dr Orabona
- 1973-1977 : Michel Bernardaud
- 1980-1982 : M. Perrin
- 1982-1983 : M. Boulesteix
- 1983-1989 : M. Rousseau
- 1987-1989 : M. Dufour
- 1989-1990 : M. Montastier
- 1990-1994 : Michel Bernardaud et M. Montastier
- 1994-1995 : Michel Bernardaud et M. Pastaud
- 1995-1996 : Michel Bernardaud
- 1996-1997 : Michel Bernardaud et M. Nouaille
- 1997-1998 : Michel Bernardaud, M. Pastaud, M. Nouaille et M. Morelon
- 1998-1999 : Michel Bernardaud et M. Pastaud
- 1999-2001 : Michel Bernardaud et M. Morelon
- 2001-2002 : Michel Bernardaud, M. Morelon et M. Vergeaud
- Depuis 2002  : Michel Bernardaud

## Structures du club

### Équipe féminine
Le club possède une section féminine depuis 1995.

### Parc municipal des sports de Beaublanc

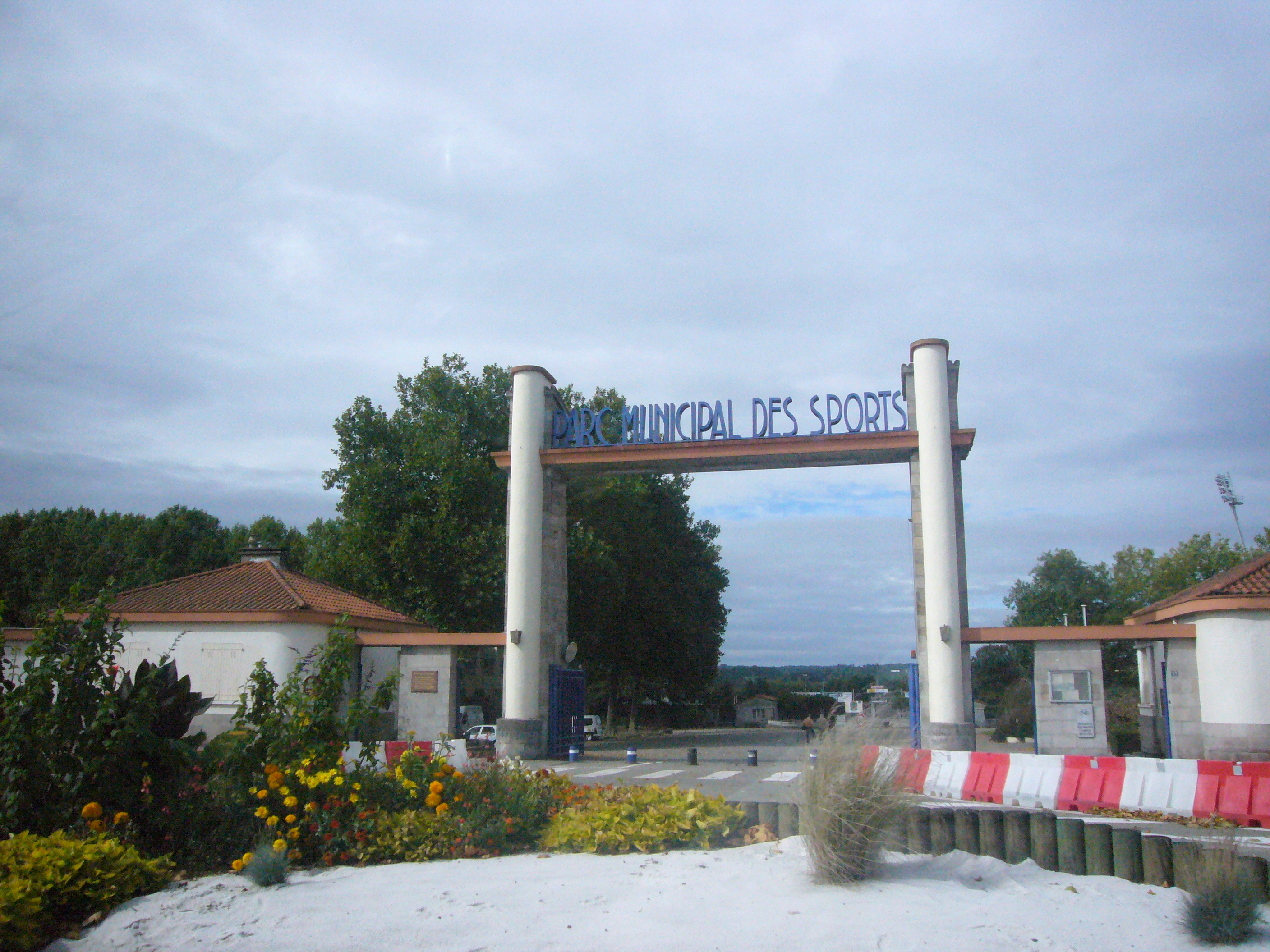
L'entrée du stade en 2008.

L'équipe de l'USA Limoges joue dans le stade municipal de Beaublanc fait par l'architecte principal de la ville André Pécaud (1902-1991), en 1947 a une capacité de 13 182 places. Il est situé à proximité du palais des sports de Beaublanc inauguré le 28 novembre 1981 en présence du ministre Charles Hernu, du maire Louis Longequeue, du sénateur Robert Laucournet, du Président Xavier Popelier,  puis du dirigeant Albert Chaminade (1912-2009), et des joueurs de l'époque Richard Dacoury, 
Apollo Faye ou André Buffière.